# Ghețari, Alba
Ghețari este un sat în comuna Gârda de Sus din județul Alba, Transilvania, România. Punct de acces spre Peștera Scărișoara.
Satul își trage numele de la Ghețarul de la Scărișoara.